# Bni Drar
Bni Drar ou Beni Drar (em árabe: بني درا) é uma cidade do nordeste de Marrocos, que faz parte da província de Ujda-Angad e da região Oriental. Em 2004 tinha 8 919 habitantes e estimava-se que em 2012 tivesse 11 083 habitantes.
A cidade encontra-se situa-se junto à fronteira com a Argélia, 20 km a noroeste de Oujda e 17 km a sudeste de Ahfir.